# Вая Кон Диос
„Вая Кон Диос“ (от испански: Vaya Con Dios – „С Бога напред“) е белгийски музикален състав.
Основан е от Дани Клейн, Дирк Схауфс и Вили Ламбрегт (заменен по-късно от Жан-Мишел Гилен) през 1986 г.
Изпълняват произведения предимно в стил поп и постигат международен успех с песните „Just a Friend of Mine”, „What’s a Woman”, „Nah Neh Nah”, „Don't Cry for Louie”, „Puerto Rico”, „Heading for a Fall”, „Johnny” и „Don’t Break My Heart”.
Текстовете на песните на Вая Кон Диос са лирични и с остра социална насоченост.

### Албуми
- 1988: Vaya con dios
- 1990: Night owls
- 1992: Time flies
- 1995: Roots and wings
- 1996: Compilation „The Best Of“
- 1998: Compilation „What's a woman: The blue sides of“
- 2004: The promise
- 2006: The Ultimate Collection
- 2009: Comme on est venu